# ロストキノ駅
ロストキノ駅（ロストキノえき、ロシア語:Станция Ростокино）は、ロシア連邦モスクワ北東区にあるロシア鉄道所有の駅。モスクワ中央環状線とヤロスラヴリ近郊鉄道（シベリア鉄道本線）の2路線が乗り入れ、接続駅となっている。

## 沿革
- 1929年 - セヴェリャニン駅（Северя́нин）としてヤロスラヴリ近郊鉄道側の駅が開業。
- 2003年4月19日 - 駅で衝突事故発生。2人死亡[2]。
- 2016年9月10日 - モスクワ中央環状線の駅が開業[3][4]。こちらは開業当初から駅名がロストキノ駅である。
- 2017年1月 - ヤロスラヴリ近郊鉄道側のホーム移設工事開始[5]。
- 2019年9月6日 - ヤロスラヴリ近郊鉄道側のホームを400メートル南に移設[6]。
- 2020年2月20日 - ヤロスラヴリ近郊鉄道側のセヴェリャニン駅が、今のロストキノ駅に改名[7]。

## 駅構造
モスクワ中央環状線は盛土上に島式ホーム1面2線を有する地上駅。駅舎はホーム東端にある。
ヤロスラヴリ近郊鉄道は島式ホーム2面4線と単式ホーム1面1線を有する地上駅。改札口は地下道にある。
モスクワ中央環状線とヤロスラヴリ近郊鉄道は改札外乗り換えであり、両者は地下道で結ばれている。

### のりば
| 番線                       | 列車                     | 行き先                                         | 備考                                                         |
| モスクワ中央環状線のりば   | モスクワ中央環状線のりば | モスクワ中央環状線のりば                       | モスクワ中央環状線のりば                                     |
| -------------------------- | ------------------------ | ---------------------------------------------- | ------------------------------------------------------------ |
| 1                          | モスクワ中央環状線       | ベロカメンナヤ方面                             | 時計回り                                                     |
| 2                          | モスクワ中央環状線       | 植物園方面                                     | 反時計回り                                                   |
| ヤロスラヴリ近郊鉄道のりば |                          |                                                |                                                              |
| 1                          | エレクトリーチカ         | ヤロスラフスキー方面                           |                                                              |
| 3                          | エレクトリーチカ         | ヤロスラフスキー方面                           | 夕方ラッシュ時は行き先が反対方面の列車が停車することもある。 |
| 2                          | エレクトリーチカ         | ムィティシ、バラキレヴォ、フリヤーズェヴォ方面 |                                                              |
| 4                          | エレクトリーチカ         | ムィティシ、バラキレヴォ、フリヤーズェヴォ方面 |                                                              |
| 5                          | РЭКСエクスプレス         | ヤロスラフスキー方面                           |                                                              |

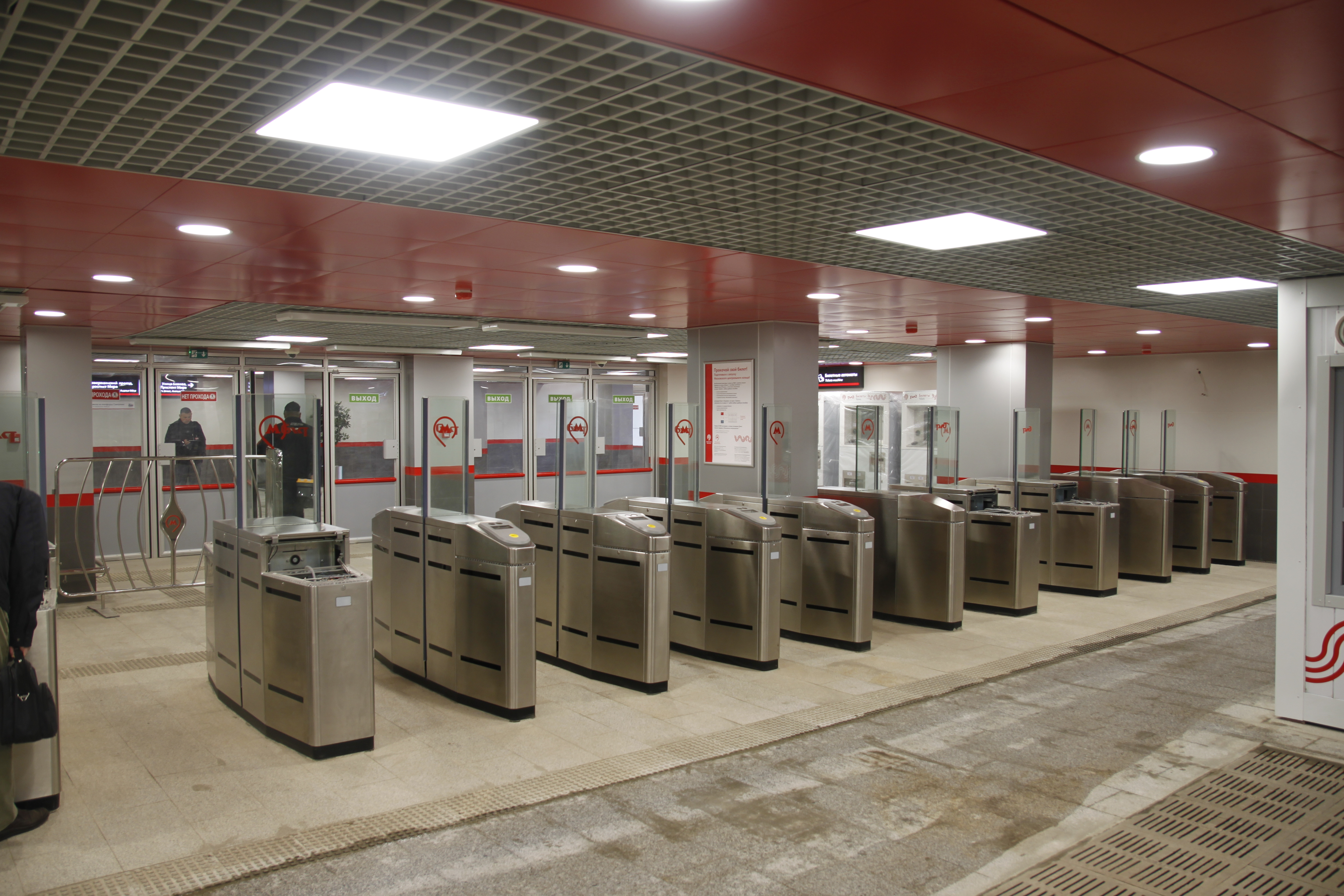
モスクワ中央環状線の改札口
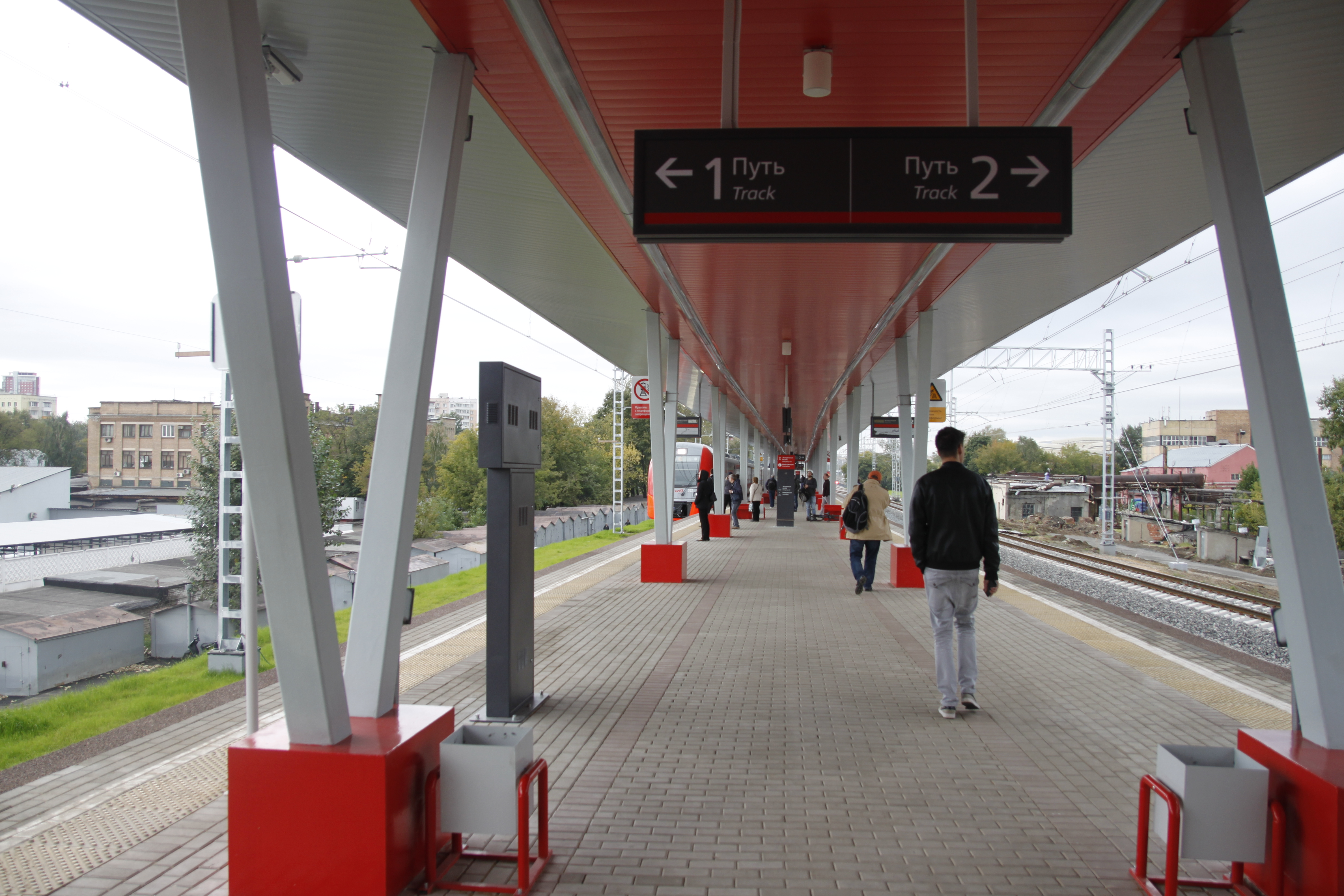
モスクワ中央環状線のホーム
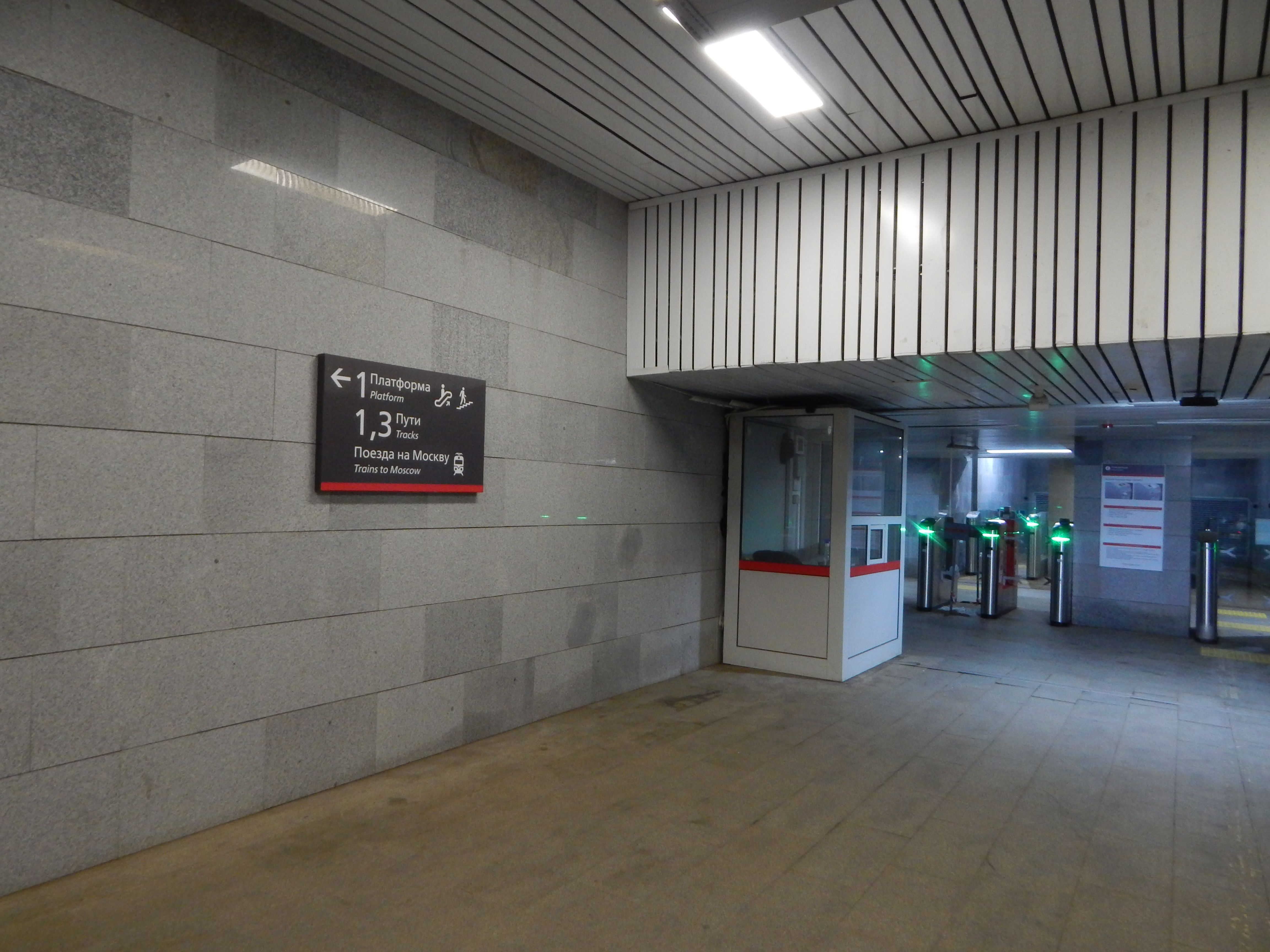
ヤロスラヴリ近郊鉄道の地下通路
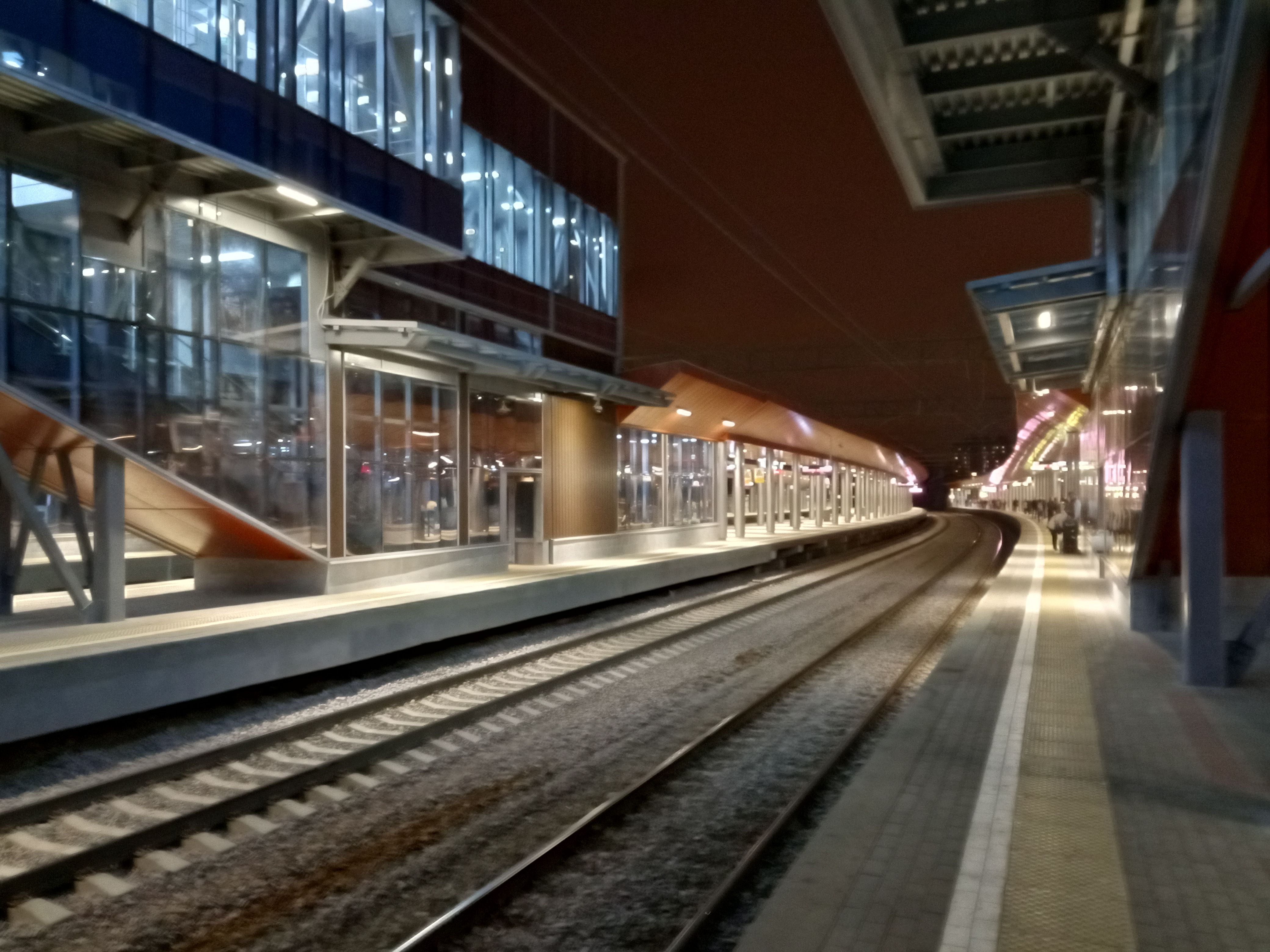
ヤロスラヴリ近郊鉄道のホーム

## 利用状況
2017年度のモスクワ中央環状線の1日あたりの乗降人員は23,000人、月間694,000人である。モスクワ中央環状線全31駅中8位。

## 駅周辺
- ミール大通り
- バショワ通り（ロシア語版）
- ゾロトイ・バビロン（Золотой Вавилон） - ショッピングモール
  - イケア
  - ユニクロ
  - オーケー（ロシア語版）
- メトロ

## バス路線
駅周辺から以下のバスに乗り換えができる。
- バス（ロシア語版）：93, 136, 172, 244, 375, 536, 544, 789, 834, 903, т14, т76
- 市電：17（ロストキノMCC電停）

## 隣の駅
ロシア鉄道
 モスクワ中央環状線
植物園駅 - ロストキノ駅 - ベロカメンナヤ駅
ヤロスラヴリ近郊鉄道
РЭКСエクスプレス
ヤロスラフスキー駅 - ロストキノ駅 - ロシノオストロフスカヤ駅
エレクトリーチカ
ヤウザ駅 - ロストキノ駅 - ロシノオストロフスカヤ駅